# Lotta libera ai Giochi della XVIII Olimpiade - Pesi welter
La competizione della categoria pesi welter (fino a 78 kg) di lotta libera dei Giochi della XVIII Olimpiade si è svolta dall'11 al 14 ottobre 1964 alla Arena Nippon Budokan a Tokyo.

## Formato
Ad ogni incontro venivano assegnate le seguenti penalità:
- 0 = Al vincitore per schienata
- 1 = Al vincitore ai punti
- 2 = In caso di pareggio
- 3 = Allo sconfitto ai punti
- 4 = Allo sconfitto per schienata

Con sei penalità o più il lottatore veniva eliminato.

## Risultati
| Legenda                                  | Legenda |
| ---------------------------------------- | ------- |
| Lottatore con 6 penalità o più Eliminato |         |

### 1º Turno
Si è disputato il 11 ottobre
| Vincitore               | Pen. | Risultato  | Sconfitto          | Pen. |
| ----------------------- | ---- | ---------- | ------------------ | ---- |
| Petko Dermendzhiev      | 0    | Schienata  | Choi Byeong-Seop   | 4    |
| Mohammad Ali Sanatkaran | 1    | Ai Punti   | Martin Heinze      | 3    |
| Yasuo Watanabe          | 1    | Ai Punti   | Ştefan Tampa       | 3    |
| Phil Oberlander         | 0    | Schienata  | Harald Barlie      | 4    |
| Guram Sagharadze        | 0    | Schienata  | Job Mayo           | 4    |
| Len Allen               | 2    | = Parità = | Shakar Khan Shakar | 2    |
| İsmail Oğan             | 0    | Schienata  | Charles Tribble    | 4    |
| Madho Singh             | 1    | Ai Punti   | Julio Graffigna    | 3    |
| Jigjidiin Mönkhbat      | 1    | Ai Punti   | John Boyle         | 3    |
| Károly Bajkó            | 1    | Ai Punti   | Muhammad Afzal     | 3    |
| Gaetano De Vescovi      | 1    | Ai Punti   | Joe Feeney         | 3    |

### 2º Turno
Si è disputato il 12 ottobre
| Vincitore               | Pen. | Risultato | Sconfitto          | Pen. |
| ----------------------- | ---- | --------- | ------------------ | ---- |
| Petko Dermendzhiev      | 1    | Ai Punti  | Károly Bajkó       | 4    |
| Muhammad Afzal          | 4    | Ai Punti  | Choi Byeong-Seop   | 7    |
| Mohammad Ali Sanatkaran | 2    | Ai Punti  | Yasuo Watanabe     | 4    |
| Martin Heinze           | 4    | Ai Punti  | Ştefan Tampa       | 6    |
| Phil Oberlander         | 0    | Schienata | Job Mayo           | 8    |
| Guram Sagharadze        | 0    | Schienata | Shakar Khan Shakar | 6    |
| Julio Graffigna         | 4    | Ai Punti  | Len Allen          | 5    |
| İsmail Oğan             | 1    | Ai Punti  | Madho Singh        | 4    |
| Joe Feeney              | 4    | Ai Punti  | John Boyle         | 6    |
| Jigjidiin Mönkhbat      | 2    | Ai Punti  | Gaetano De Vescovi | 4    |
|                         |      | Ritirato  | Harald Barlie      | -    |
|                         |      | Ritirato  | Charles Tribble    | -    |

### 3º Turno
Si è disputato il 13 ottobre
| Vincitore               | Pen. | Risultato | Sconfitto          | Pen. |
| ----------------------- | ---- | --------- | ------------------ | ---- |
| Muhammad Afzal          | 5    | Ai Punti  | Petko Dermendzhiev | 4    |
| Mohammad Ali Sanatkaran | 3    | Ai Punti  | Károly Bajkó       | 7    |
| Yasuo Watanabe          | 5    | Ai Punti  | Martin Heinze      | 7    |
| Guram Sagharadze        | 1    | Ai Punti  | Phil Oberlander    | 3    |
| Madho Singh             | 5    | Ai Punti  | Len Allen          | 8    |
| İsmail Oğan             | 2    | Ai Punti  | Julio Graffigna    | 7    |
| Jigjidiin Mönkhbat      | 3    | Ai Punti  | Joe Feeney         | 7    |
| Gaetano De Vescovi      | 4    | Esentato  |                    |      |

### 4º Turno
Si è disputato il 14 ottobre
| Vincitore               | Pen. | Risultato  | Sconfitto          | Pen. |
| ----------------------- | ---- | ---------- | ------------------ | ---- |
| Petko Dermendzhiev      | 5    | Ai Punti   | Gaetano De Vescovi | 7    |
| Mohammad Ali Sanatkaran | 3    | Abbandono  | Muhammad Afzal     | 9    |
| Yasuo Watanabe          | 6    | Ai Punti   | Phil Oberlander    | 6    |
| Guram Sagharadze        | 2    | Ai Punti   | Madho Singh        | 8    |
| İsmail Oğan             | 2    | Squalifica | Jigjidiin Mönkhbat | 7    |

### 5º Turno
Si è disputato il 14 ottobre
| Vincitore               | Pen. | Risultato  | Sconfitto          | Pen. |
| ----------------------- | ---- | ---------- | ------------------ | ---- |
| Mohammad Ali Sanatkaran | 4    | Ai Punti   | Petko Dermendzhiev | 8    |
| Guram Sagharadze        | 4    | = Parità = | İsmail Oğan        | 4    |

### Turno finale
| Vincitore        | Pen. | Risultato  | Sconfitto               | Pen. |
| ---------------- | ---- | ---------- | ----------------------- | ---- |
| Guram Sagharadze |      | = Parità = | Mohammad Ali Sanatkaran |      |
| İsmail Oğan      |      | = Parità = | Mohammad Ali Sanatkaran |      |

## Classifica finale
| Pos.    | Atleta                  | Nazione          |
| ------- | ----------------------- | ---------------- |
| Oro     | İsmail Oğan             | Turchia          |
| Argento | Guram Sagharadze        | Unione Sovietica |
| Bronzo  | Mohammad Ali Sanatkaran | Iran             |
| 4       | Petko Dermendzhiev      | Bulgaria         |
| 5       | Yasuo Watanabe          | Giappone         |
| 6       | Phil Oberlander         | Canada           |
| 7       | Gaetano De Vescovi      | Italia           |
| 7       | Jigjidiin Mönkhbat      | Mongolia         |
| 9       | Madho Singh             | India            |
| 10      | Muhammad Afzal          | Pakistan         |
| 11      | Julio Graffigna         | Argentina        |
| 11      | Martin Heinze           | Germania         |
| 11      | Károly Bajkó            | Ungheria         |
| 11      | Joe Feeney              | Irlanda          |
| 15      | Len Allen               | Gran Bretagna    |
| 16      | Shakar Khan Shakar      | Afghanistan      |
| 16      | John Boyle              | Australia        |
| 16      | Ştefan Tampa            | Romania          |
| 19      | Choi Byeong-Seop        | Corea del Sud    |
| 20      | Job Mayo                | Filippine        |
| 21      | Harald Barlie           | Norvegia         |
| 21      | Charles Tribble         | Stati Uniti      |